# جاكاريكو (وجبة خفيفة يابانية)
الجاكاريكو هي مجموعة من منتجات الوجبات الخفيفة المالحة المصنوعة أساسًا من البطاطس المقلية. ظهرت الجاكاريكو للمرة الأولى في عام 1995 بواسطة شركة كالبي، ويمكن وصفها بأنها رقائق بطاطس على شكل عيدان. وفقًا لبارابارا زيك، فإنهم "يشبهون البطاطس المقلية في المظهر".

## وصف المنتج
يباع هذا المنتج في عبوات بأحجام مختلفة تتراوح من 38 إلى 108 غرام (1.3 إلى 3.8 أونصة). الحجم المعتاد لهذا المنتج هو 7 سـم (2.8 بوصة) في الطول وتقريبًا 7 مـم (0.28 بوصة) في القطر. علاوة على ذلك ، بدأت إصدارات أرق بقطر حوالي 5.25 مـم (0.207 بوصة) في ضرب أرفف المتاجر في عام 2022. تتواجد أعواد البطاطس المعبأة المقدمة من شركة كالبي بالعديد من النكهات في جميع أنحاء اليابان وفي عشر دول أخرى على الأقل. لتعزيز المبيعات، تقدم شركة كالبي نكهات جديدة بشكل منتظم. على سبيل المثال، تم إصدار نوع للوجبة الخفيفة هذه بطعم "الملح وزيت السمسم" في عام 2016. في نفس الوقت تقريبًا، تم إيقاف نكهات "ملح الجوراسي" ونكهات "جبن الكاري" بسبب المبيعات المتدنية. علاوة على ذلك، في عام 2020، ظهرت نسخة أقصر بنكهة الثوم من هذا المنتج تستهدف المستهلكين الأكبر سنًا في السوق.
وفقًا لتقرير من عام 201 ، تم كسب حوالي 14.5٪ من إجمالي مبيعات شركة كالبي في الربع الأول لعام 2017 من منتجات الجاكاريكو. خلال الربع المالي الثالث من عام 2021، بلغت مبيعات الجاكاريكو في اليابان حوالي 34.5 مليار ين، وتعتبر المبيعات خارج دولة اليابان مصدر دخل متزايد الأهمية. وفقًا لاحصائيات أجرتها مجموعة كايو في عام 2017، تم تصنيف الجاكاريكو في المرتبة الرابعة كأكثر الوجبات الخفيفة شعبية في العاصمة اليابانية طوكيو. ومع ذلك، لم يتم تحديد حجم المبيعات في هذه الاحصائيات.

## منتجات مماثلة
على الرغم من أن مكونات الجاكاريكو تشبه العديد من مكونات أنواع رقائق البطاطس التي يتم تسويقها بكميات كبيرة، إلا أن شكلها يشبه وجبة خفيفة من البطاطس الحلوة اليابانية التقليدية المعروفة باسم كيمبي.

## الروابط الخارجية
- الموقع الرسمي
 (باليابانية)
- المزيد من المعلومات عن المنتج (بالإنجليزية)